# تویوتا راکتیس
تویوتا راکتیس (Toyota Ractis) خودرویی است که از سال ۲۰۰۵–کنون در ژاپن و ژاپن تولید شده‌است. طول آن در حالت طبیعی ۳٬۹۵۵ میلیمتر (۱۵۵٫۷ اینچ)، عرض آن در حالت طبیعی ۱٬۶۹۵ میلیمتر (۶۶٫۷ اینچ)، ارتفاع آن در حالت طبیعی ۱٬۶۴۰ میلیمتر (۶۴٫۶ اینچ) و وزن آن در حالت طبیعی ۱٬۳۹۵ کیلوگرم (۳٬۰۷۵ پوند) است. سیستم جعبه‌دندهٔ آن به صورت خودکار است.